# Астасио, Педро
Педро Хулио Астасио (исп. Pedro Julio Astacio, 28 ноября 1968, Ато-Майор-дель-Реи) — доминиканский бейсболист, питчер. Профессиональный контракт с клубом «Лос-Анджелес Доджерс» подписал сразу после окончания школы. Выступал в Главной лиге бейсбола с 1992 по 2006 год, большую часть карьеры проведя в «Доджерс» и «Колорадо Рокиз». На момент завершения карьеры занимал четвёртое место среди представителей Доминиканской Республики по общему количеству побед в Главной лиге бейсбола. 
Весной 2013 года работал в тренерском штабе «Рокиз» на предсезонных сборах. В октябре 2018 года был избран в Зал спортивной славы Доминиканской Республики.

## Биография

### Ранние годы
Педро Хулио Астасио родился в городе Ато-Майор-дель-Реи 28 ноября 1968 года. Он вырос на ферме отца, который, кроме ведения хозяйства, в одиночку воспитывал шестерых детей. Их мать умерла, когда Педро было восемь лет. Бейсбол с детства был главной страстью мальчика. В поле зрения скаутов из МЛБ он попал ещё во время учёбы в старшей школе. Сразу после её окончания, в 1987 году, Астасио подписал контракт с «Лос-Анджелес Доджерс».
Спустя несколько недель Педро дебютировал в профессиональном бейсболе. Первой его командой стали «Тигрес де Лисей», выступавшие в Доминиканской зимней лиге. Он сыграл за них только один матч, но позднее, став игроком МЛБ, возвращался играть за них каждую зиму до 1996 года. За время выступлений в составе «Тигрес» Астасио одержал тринадцать побед при десяти поражениях. Весной 1988 года Педро начал тренировки в лагере для новичков Кампо-лас-Пальмас. Тренировочный центр был создан скаутом «Доджерс» Ральфом Авилой годом ранее. В играх летней лиги Астасио выиграл четыре матча и проиграл два, его показатель пропускаемости ERA составил 2,08. Весной 1989 года он был переведён в фарм-клуб «Лос-Анджелеса» в США.
Следующие три года Педро провёл в низших лигах. В 1989 году он вошёл в состав сборной звёзд Лиги Галф-Кост. К 1991 году он достиг уровня AA-лиги, где играл за «Сан-Антонио Мишнс». Столкнувшись с отбивающими более высокого уровня, Астасио выиграл четыре игры при одиннадцати поражениях с ERA 4,78. Однако тренерский штаб «Доджерс» был доволен его игрой и весной 1992 года пригласил игрока на предсезонные сборы.
На сборах Педро продемонстрировал хорошую игру, но ближе к старту регулярного чемпионата был отправлен в фарм-клуб AAA-лиги «Альбукерке Дюкс». Там он переквалифицировался из стартового питчера в реливера. С новой ролью он справлялся с трудом, но после ряда событий оказался в основном составе «Доджерс» в МЛБ. Из-за беспорядков в Лос-Анджелесе, длившихся с 29 апреля по 4 мая, ряд игр команды был перенесён. По этой причине в начале июля команде предстояло четыре спаренных игры (даблхедера (англ. doubleheader), ситуация, когда команда играет два матча в один день) за шесть дней. Тренерский штаб команды вызвал Астасио из фарм-клуба в качестве стартового питчера на один из таких матчей.

### Главная лига бейсбола

#### Лос-Анджелес Доджерс
В составе «Доджерс» Педро дебютировал 3 июля 1992 года. Он провёл полную игру против «Филадельфии», завершившуюся победой со счётом 2:0. По ходу игры он бросил десять страйкаутов, установив командный рекорд для новичков. Спустя пять дней Астасио вернулся в «Альбукерке». По ходу регулярного чемпионата он ещё дважды возвращался в «Доджерс», сыграв в трёх матчах в августе и семи в сентябре. Четыре из одиннадцати игр, сыгранных Педро, завершились победами с «сухим» счётом. Главной его подачей был фастбол, также в его арсенале были кервболл и чейндж-ап. Он часто подавал во внутреннюю часть страйковой зоны, из-за чего часто попадал мячом в отбивающих и дважды в карьере становился лидером лиги по этому показателю.
После весенних сборов в 1993 году, Астасио стал пятым питчером стартовой ротации команды. На старте чемпионата он играл не лучшим образом. Главный тренер «Доджерс» Томми Ласорда считал, что причина крылась в недостаточном контроле подачи. К концу июля Педро был худшим стартовым питчером команды с показателем ERA 4,74. Только в последних двух месяцах регулярного чемпионата он сумел продемонстрировать игру, близкую к своему дебютному сезону. В концовке Астасио одержал семь побед при трёх поражениях и стал единственным стартером команды с их положительной разницей.
Весной 1994 года врачи обнаружили у него шумы в сердце, после чего Педро был отстранён от тренировок с командой. В итоге они были признаны несущественными, но он пропустил большую часть предсезонных сборов. Тем не менее, чемпионат Астасио начал в основном составе и в первой для себя игре сделал одиннадцать страйкаутов. Начиная с середины июня, он провёл шестиматчевую серию, во время которой его пропускаемость составила всего 1,88. Спад на этот раз наступил ближе к концу чемпионата, который был сокращён из-за забастовки, объявленной профсоюзом игроков. Год Педро закончил с шестью победами при восьми поражениях и самым высоким ERA в команде — 4,29.
Он продолжал демонстрировать нестабильную игру, провалив пять игр в начале сезона 1995 года. Только в конце мая Педро одержал свою первую победу, за которой последовало пять поражений. После этого он был переведён в буллпен команды. В роли реливера Астасио сыграл удачнее (ERA 3,40 против 4,82). Обозреватель Los Angeles Times Боб Найтенгейл предположил, что проблемы игрока кроются не в его умениях, а в области психологии. По итогам регулярного сезона «Доджерс» впервые с 1988 года выиграли дивизион и вышли в плей-офф. В первом раунде «Лос-Анджелес» уступил «Цинциннати Редс» в трёх матчах. Астасио сыграл в каждом из них, суммарно проведя 3 1/3 иннинга, не пропустив ни одного очка.
Сезон 1996 года стал для Педро лучшим с момента дебюта. Он отыграл 211 2/3 иннинга в регулярном чемпионате с пропускаемостью 3,44. Недостаточная поддержка со стороны отбивающих команды привела к тому, что на восемь побед у Педро пришлось девять поражений. Газета Los Angeles Times называла три фактора, позволившие Астасио улучшить свою игру: он стал быстрее действовать на питчерской горке (ранее он был одним из самых медленных игроков в Национальной лиге), он больше стал доверять своему фастболу вместо кручёных подач и меньше стал играть на публику. Вместе с Хидео Номо, Исмаэлем Вальдесом и Рамоном Мартинесом они составили лучшую бригаду питчеров в лиге. «Доджерс» заняли второе место в дивизионе и снова вышли в плей-офф, где в трёх играх проиграли «Атланте». Педро принял участие во втором матче серии.
Перед стартом очередного сезона в «Лос-Анджелесе» сменился главный тренер. Вместо Ласорды, возглавлявшего клуб на протяжении двадцати одного года, им стал Билл Расселл. Астасио начал чемпионат с трёх побед, но затем проиграл семь стартов подряд. Во время матча с «Кардиналс» Педро в первых четырёх иннингах пропустил пять очков и был заменён. После этого на скамейке запасных он едва не подрался с Расселлом. Их разнял тренер команды Джоуи Амальфитано. Астасио принёс публичные извинения после игры, но позднее был оштрафован руководством «Доджерс». 19 августа его обменяли в «Колорадо Рокиз» на игрока второй базы Эрика Янга.

#### Колорадо Рокиз
Дебют Педро в новой команде состоялся в Хьюстоне. Он провёл на поле 6 2/3 иннинга, сделав восемь страйкаутов. Затем он выиграл пять матчей подряд, в игре с «Брэйвз» сделав 12 страйкаутов и установив личный рекорд. Один из тренеров «Колорадо» Фрэнк Фанк назвал Астасио лучшим питчером, когда-либо одевавшим форму «Рокиз». После окончания сезона Педро получил статус свободного агента и был одним из самых востребованных игроков на рынке. В итоге он заключил с командой новый четырёхлетний контракт на сумму, превышающую 24 млн долларов.
В начале сезона 1998 года Педро пропустил двадцать семь ранов в двадцати иннингах (ERA 12,15). Главный тренер «Рокиз» Дон Бейлор объяснял провал игрока вернувшимися проблемами с контролем подачи. По итогам чемпионата Астасио стал худшим стартовым питчером Национальной лиги. При этом, несмотря на тридцать девять пропущенных хоум-ранов, он одержал тринадцать побед при четырнадцати поражениях, третий год подряд провёл на поле не менее двухсот иннингов и установил клубный рекорд, сделав сто семьдесят страйкаутов. По ходу сезона Педро с трудом адаптировал свой стиль игры к особенностям высокогорного домашнего стадиона «Курс-филд».
Следующий год стал самым противоречивым в карьере Астасио. У него было много игрового времени, несмотря на больше число пропускаемых хоум-ранов. Педро также отличился своей игрой в нападении, выбив двадцать хитов. В то же время, 12 августа он был арестован по обвинению в домашнем насилии после ссоры с супругой, с которой на тот момент они проживали раздельно. Клуб и лига не стали дисквалифицировать игрока и спустя три дня он вернулся на поле в победной игре с «Монреалем». В то время как «Рокиз» опустились на последнее место в дивизионе, Педро повторил клубный рекорд Кевина Ритца, одержав семнадцать побед. Кроме этого, он установил новые командные достижения по числу сыгранных иннингов (232), полных игр (7) и сделанных страйкаутов (210).
Проблемы Педро с законом были ещё далеки от разрешения. 28 января 2000 года он признал себя виновным в нападении и получил двухлетний испытательный срок, избежав тюремного заключения. Вскоре Департамент по иммиграции и натурализации уведомил Астасио, что он может быть депортирован из страны. Он получил разрешение отозвать своё признание, чтобы получить возможность остаться в стране после судебного заседания, назначенного на июль, а затем перенесённого на ноябрь. Несмотря на это, Педро вышел стартовым питчером на игру в День открытия чемпионата. После двух проигранных матчей, последовало шесть побед подряд. Всего в сезоне он выиграл двенадцать матчей при девяти проигранных. Астасио почти целиком пропустил сентябрь после повреждения косой мышцы живота. Спустя несколько недель после завершения сезона он перенёс артроскопическую операцию на колене, которое беспокоило его на протяжении двух лет.
13 ноября на суде Педро признал себя виновным в единичном случае домашнего насилия и был приговорён к шести месяцам условно. Весной 2001 года иммиграционные власти отказались от возможной депортации спортсмена. Сезон, ставший для Астасио десятым в лиге, сложился неровно. После уверенного старта с ERA 1,93 в четырёх матчах наступил спад. В следующих пятнадцати играх он одержал всего три победы. Команда второй год подряд шла на последнем месте в дивизионе и, сокращая платёжную ведомость, обменяла Педро в «Хьюстон Астрос».

#### Окончание карьеры
В межсезонье ему диагностировали разрыв суставной губы плеча. Астасио отказался от хирургического вмешательства, так как находился в статусе свободного агента и в случае операции мог испытывать проблемы с подписанием нового контракта. Третьим клубом в его карьере стал «Нью-Йорк Метс», с которым Педро подписал годичный контракт на 5 млн долларов с возможностью продления на сезон 2003 года. В новой команде он воссоединился с партнёром по «Доджерс» кэтчером Майком Пьяццей. На старте сезона Педро одержал три победы подряд. Журналист Рафаэль Эрмосо писал, что в команде все впечатлены готовностью Астасио к игре и тем, как он подаёт пример молодым игрокам. 6 августа он сыграл полную игру в Милуоки, позволив соперникам выбить всего три хита. После этого боли в плече усилились и Педро неудачно провёл девять игр, в которых его пропускаемость составила 10,80. Сезон 2002 года стал последним, в котором он играл много.
В 2003 году Астасио сыграл всего в семи матчах за «Метс». Летом следующего года он заключил контракт с «Бостоном» и сыграл за него пять матчей в сентябре, но не попал в заявку клуба на плей-офф. В 2005 году Педро провёл двадцать две игры за «Техас Рейнджерс» и «Сан-Диего Падрес». В составе последних он единственный раз в своей карьере вышел стартовым питчером на матч плей-офф. Во второй игре серии с «Кардиналс» Астасио отыграл четыре иннинга, позволил соперникам набрать четыре рана и потерпел поражение. Карьеру в Главной лиге бейсбола он завершил в 2006 году в составе «Вашингтон Нэшионалс».
На момент завершения выступлений Астасио был на четвёртом месте среди питчеров из Доминиканской Республики по числу выигранных матчей. Также он стал четвёртым представителем страны, сыгравшим не менее 2 000 иннингов в МЛБ.

### После бейсбола
После окончания карьеры Педро вернулся в Доминиканскую Республику, где постоянно проживает на ранчо близ Сан-Педро-де-Макорис. В 2013 году он впервые вернулся в профессиональный спорт, когда «Рокиз» пригласили его в качестве ассистента тренера на время предсезонных сборов команды. 7 октября 2018 года Астасио был избран в Зал спортивной славы Доминиканской республики.